# Карл Юльєвич Давидов
Карл Юлійович Давидов (рос. Карл Юльевич Давидов; (15) 3 березня 1838  – (26) 14 лютого 1889) — російський віолончеліст, відомий у свій час, і описаний Петром Іллічем Чайковським як «цар віолончелістів». Також був композитором для віолончелі.

## Біографія
Давидов був сином лікаря з Курляндії . Його старший брат Август Давидов був відомим математиком і педагогом, а його племінник Олексій Давидов також став віолончелістом і композитором, а також бізнесменом.
У молодості Давидов вивчав математику в Московському державному університеті, а потім продовжив композиторську кар'єру, навчаючись у Моріца Гауптмана в Лейпцигській консерваторії . Він став штатним віолончелістом у 1850 році, продовжуючи творити у вільний час. Згодом він став керівником Петербурзької консерваторії . У нього було багато студентів, у тому числі Олександр Вержбілович .
У 1870 році граф Вільгорський, покровитель мистецтв, подарував Давидову віолончель Страдіварія, побудовану в 1712 році. Ця віолончель, яка зараз відома як Давидов Страдіваріус, належала Жаклін дю Пре до її смерті і в даний час позичена віолончелісту Йо-Йо Ма
Він мав намір написати оперу на тему Мазепи . Віктор Буренін написав для цього лібрето в 1880 році, але коли Давидов виявився не в змозі знайти час для складання, Буренін запропонував лібрето Чайковському.
Незважаючи на те, що Карл Давидов був тісно пов'язаний з Чайковським, він не був пов'язаний з кланом Давидових, з яким вийшла заміж сестра Чайковського — Олександра. Давидов помер у Москві 26 лютого 1889 року. Антон Аренський присвятив своє перше фортепіанне тріо пам'яті Давидова.

## Транскрипції віолончелі
Давидов транскрибував та аранжував сольні твори Шопена для фортепіано для віолончелі та фортепіанного супроводу. Альбоми транскрипції Walzer і Mazurkas, видані Breitkopf & Härtel. Інший альбом транскрипції — це добірка Ноктюрна та інших сольних фортепіанних творів, опублікованих виданням Edition Peters.

## Працює з номером опусу
- Опус 5, Концерт для віолончелі No 1 си-мінор (1859)
- Opus 6, Souvenir de Zarizino : 2 салонні твори (Ноктюрн — Мазурка) для віолончелі та фортепіано
- Опус 7, Фантазія з російської народної пісні для віолончелі та оркестру
- Опус 11, Концерт Аллегро ля-мінор для віолончелі та оркестру або віолончелі та фортепіано
- Опус 14, Концерт для віолончелі No 2 ля-мінор (1863) (1860?)
- Opus 16, 3 п'єси для салону (Mondnacht, Lied, Märchen) для віолончелі та фортепіано
- Opus 17, Сувеніри d'Oranienbaum (адіанські — Barcarolle)
- Опус 18, Концерт для віолончелі No 3 ре мажор (1868)
- Опус 20, 4 п'єси для віолончелі та фортепіано

- No 1, Sonntag Morgen (неділя вранці)
- No2, Ам Спрінгбруннен (біля фонтану)
- No3, An der Wiege
- No 4, Abenddämmerung

- Опус 23, Романс без паролів соль мажор
- Опус 25, Балада для віолончелі та оркестру або фортепіано соль мажор (1875)
- Opus 30, 3 салону
- Опус 31, Концерт для віолончелі No 4 мі мінор (1878)
- Opus 35, струнний секстет
- Opus 37, Suite for l'orchestre (Сюїта для оркестру)

- I. Scéne rustique
- II. Квазі вальс
- III. Щерцо
- IV. Маленька романтика
- В. Марке

- «Полтава», Опера за Пушкіним (1876, недобудована)
- Опус 40, Квінтет для фортепіано та струнних соль мінор (1884)